# أمستلفين
أمستلفين Amstelveen  هي اٍحدى بلديات مقاطعة شمال-هولندا بهولندا.

## طوبوغرافيا
خريطة طوبوغرافية هولندية لبلدية أمستلفين، سبتمبر 2014، (تقرأ بعد ثلاث نقرات على الخريطة).

## توأمة
لأمستلفين اتفاقيات توأمة مع كل من:
- Tempelhof-Schöneberg [الإنجليزية]‏
- ووكينغ
- المنطقة الثالثة في بودابست [الإنجليزية]‏
- Villa El Salvador [الإنجليزية]‏

## أعلام
- ليو هورن
- كلاس باكر
- هانس كارو
- فامك جانسن
- إيدا فوس